# 小倉インターチェンジ
小倉インターチェンジ（おぐらインターチェンジ）は、奈良県奈良市小倉町にある名阪国道のインターチェンジ。

## 道路
- E25 名阪国道（23番）

## 接続道路
- 国道25号
- 奈良県道127号北野吐山線

## 周辺
- 名阪スポーツランド
- 小倉工業団地
- 奈良白鳳カンツリークラブ
- 奈良若草カントリークラブ
- 奈良市立六郷小学校
- HKS関西サービス

### バス停
インターチェンジから天理寄りに進んだ本線上に、国道小倉停留所がある。
- 奈良交通 38・39系統：針インター 行、国道山添 行

※三重交通の路線（60系統）は2023年4月1日のダイヤ改正で運行区間短縮が行われ、当バス停への乗り入れが廃止された。

## 隣
E25 名阪国道
(21) 山添IC/BS - (22) 神野口IC/BS - (23) 小倉IC - (24) 針IC/道の駅針T・R・S/針インターBS - (25) 一本松IC/国道一本松BS

## その他
- 九州自動車道には非常によく似た小倉東ICと小倉南ICがあるが、「小倉」の読みはおぐらではなくこくらである。
- 当ICの数百メートル手前（神野口IC側）で、「標高510 m」（名阪国道内で最も高台に有る場所）の看板が表記されている。